# کامیون انفجاری ۲۰۰۲ گروزنی
کامیون انفجاری ۲۰۰۲ گروزنی (انگلیسی: 2002 Grozny truck bombing) در ۲۷ دسامبر صورت گرفت، سه بمب‌گذار انتحاری اهل چچن با دو کامیون حامل یک تن ماده منفجره اقدام به انفجار کامیون‌ها مقابل ساختمان دولت چچنی در گروزنی پایتخت این جمهوری
کردند، در این انفجار مهیب حداقل ۸۳ نفر کشته و بیش از ۲۱۰ تن مجروح شدند. رئیس شورای امنیت و معاون نخست‌وزیر جمهوری چچن در انفجار روز جمعه به‌شدت مجروح شدند.دولت مسکو، ابو الولید و شمیل باسایف، رهبران استقلال‌طلب چچنی را مسئول این حمله معرفی کردند.